# 푸모네
푸모네(이탈리아어: Fumone)는 이탈리아 라치오주 프로시노네도에 위치한 코무네다. 로마로부터 남동쪽 70km, 프로시노네로부터 북서쪽 12km 거리에 있다.

## 지리
마을은 사코 계곡에 홀로 떨어져있는 원뿔 모양의 언덕에 위치해있다.

## 주요 관광지
푸모네 요새는 남부 라티움 지역을 관장하는 교황의 요새였다. 오늘날에는 고고학 박물관으로 사용된다. 교황 첼레스티노 5세가 그의 교황직을 포기한뒤에 이곳에 감금되었다.